# Pfarrkirche Zellerndorf

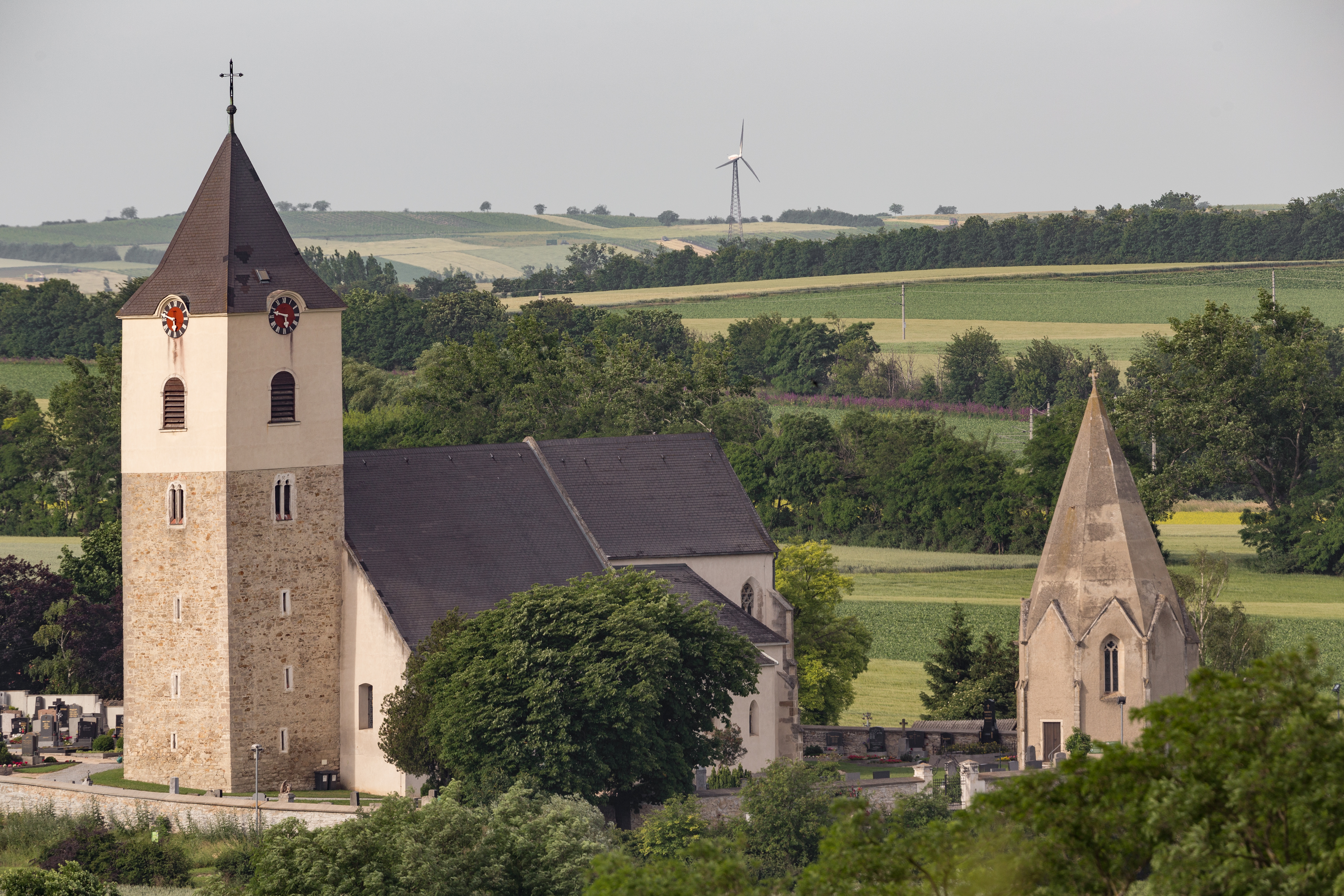
Katholische Pfarrkirche Hll. Philipp und Jakob in Zellerndorf

Die Pfarrkirche Zellerndorf steht nördlich des Dorfes Zellerndorf in der Marktgemeinde Zellerndorf im Bezirk Hollabrunn in Niederösterreich. Die auf die Heiligen Philipp und Jakob geweihte römisch-katholische Pfarrkirche, dem Schottenstift inkorporiert, gehört zum Dekanat Retz-Pulkautal der Erzdiözese Wien. Die Kirche steht unter Denkmalschutz (Listeneintrag).

## Geschichte
Die um 1200 gegründete Pfarre wurde 1237 dem Schottenstift inkorporiert.
Die gotische Pseudobasilika aus der ersten Hälfte des 14. Jahrhunderts steht wohl auf frühmittelalterlichen Fundamenten und wurde 1729 barockisiert.

## Architektur
Der stattliche gotische Kirchenbau mit einem dominierenden Westturm ist von einem Friedhof mit einem Karner umgeben.
Das mächtige Langhaus unter einem tief heruntergezogenen Satteldach mit zwei schlichten südseitigen gotischen Strebepfeilern zeigt barocke Segmentbogenfenster. Das Südportal mit einem Schulterbogen hat ein tiefes stark profiliertes spitzbogiges Gewände aus der ersten Hälfte des 14. Jahrhunderts und östlich davon ein neugotisches Rechteckportal um 1900. Der dreischiffige gotische Staffelchor, alle drei Chöre haben einen polygonalen Schluss und abgetreppte Strebepfeiler und hohe Spitzbogenfenster, die Fenster im Polygon des Mittelchores sind zweibahnig mit Maßwerk in Fischblasen- und Kreuzblumenformen. Südlich am Joch des Südschiffchores steht ein seichter Kapellenanbau aus der zweiten Hälfte des 14. Jahrhunderts mit einem spitzbogigen gotischen Maßwerkfenster und einem barocken ausgerundeten Fenster. Der mächtige vorgestellte Westturm aus dem 14. Jahrhundert, wohl ein Wehrkirchenturm auf älteren Fundamenten, besteht aus Quader- und Bruchsteinmauerwerk, er hat fünf Geschoße, Schießschartenluken, schmale gekuppelte gotische Dreipassfenster; das barocke Glockengeschoß hat Rundbogenfenster. Der Turm trägt über Uhrengiebeln einen Pyramidenhelm aus der ersten Hälfte des 19. Jahrhunderts. In der Verlängerung des Nordschiffchores wurde 1902 eine Sakristei mit einem Wendeltreppenhaus angebaut.
Das Kircheninnere zeigt ein dreischiffiges dreijochiges Langhaus mit einem gestaffelten Aufriss mit ehemals flachen Decken und daher sind Reste des mittelalterlichen gemalten Traufgesimses am Dachboden erhalten. Über den die Schiffe trennenden gotischen abgefasten Spitzbogenarkaden aus Achtseitpfeilern mit profilierten Nasenkonsolen befinden sich barocke Gewölbe aus 1729, im Mittelschiff als Stichkappentonne, in den Seitenschiffen mit Kreuzgratgewölben auf flachen Wandvorlagen. Der abgefaste spitzbogige gotische Triumphbogen ist mit Mittelschiff leicht eingezogen. Alle drei Chöre haben einen Fünfachtelschluss. Im hohen lichten vierjochigen Mittelchor und in den einjochigen Seitenchören befinden sich Kreuzrippengewölbe mit polychromierten Plattenschlusssteinen, im Mittelschiff auf profilierten Wandvorlagen mit Dienstbündeln. An den die Chöre verbindenden Pfeilerarkaden gibt es eine Maßwerknasung mit Dreipässen. Südlich im Mittelchor gibt es eine spätgotische Sessionsnische dreiteilig mit Blendwipergen mit Kreuzblumen übergiebelt. Weiters gibt es eine kleine dreieckübergiebelte Sakramentsnische mit schmiedeeisernen Steckgitter und Dreipassblendmaßwerk. Nördlich im Mittelchor gibt es eine Emporenöffnung um 1900 mit neugotischem Dekor. Der kleine gotische Kapellenanbau ist vom Südchor über durch eine weite gedrückte profilierte Arkatur zugänglich, sie ist zweijochig mit Fünfachtelschluss mit Kreuzgratgewölben auf Kelchkonsolen, und ist eine ehemalige Grabkapelle und Stifterkapelle.
Auf den Chorpfeilern befinden sich gemalte gotische Weihekreuze.

## Ausstattung
Die neugotische Ausstattung ist aus dem Ende des 19. Jahrhunderts.
Der Hochaltar aus 1885 mit einem Aufbau mit Wimpergen und Astwerkdekor trägt die spätgotischen Figuren Peter und Paul um die Mitte des 15. Jahrhunderts und zeigt das Hochaltarblatt Krönung Mariens. Die zwei gleichartige gestalteten neugotischen Seitenaltäre zeigen links das Altarblatt Herz Jesu und rechts Herz Mariä. Die Kanzel zeigt am Korb mit Reliefs die Vier Evangelisten.
Im Triumphbogen hängt ein barockes Kruzifix um 1760. Es gibt eine Holzfigur, die Gottvater mit Weltkugel zeigt, von um 1700.
Die einmanualiger Orgel aus 1898 mit 10 Registern stammt von Franz Strommer.